# Quadrupedalismo

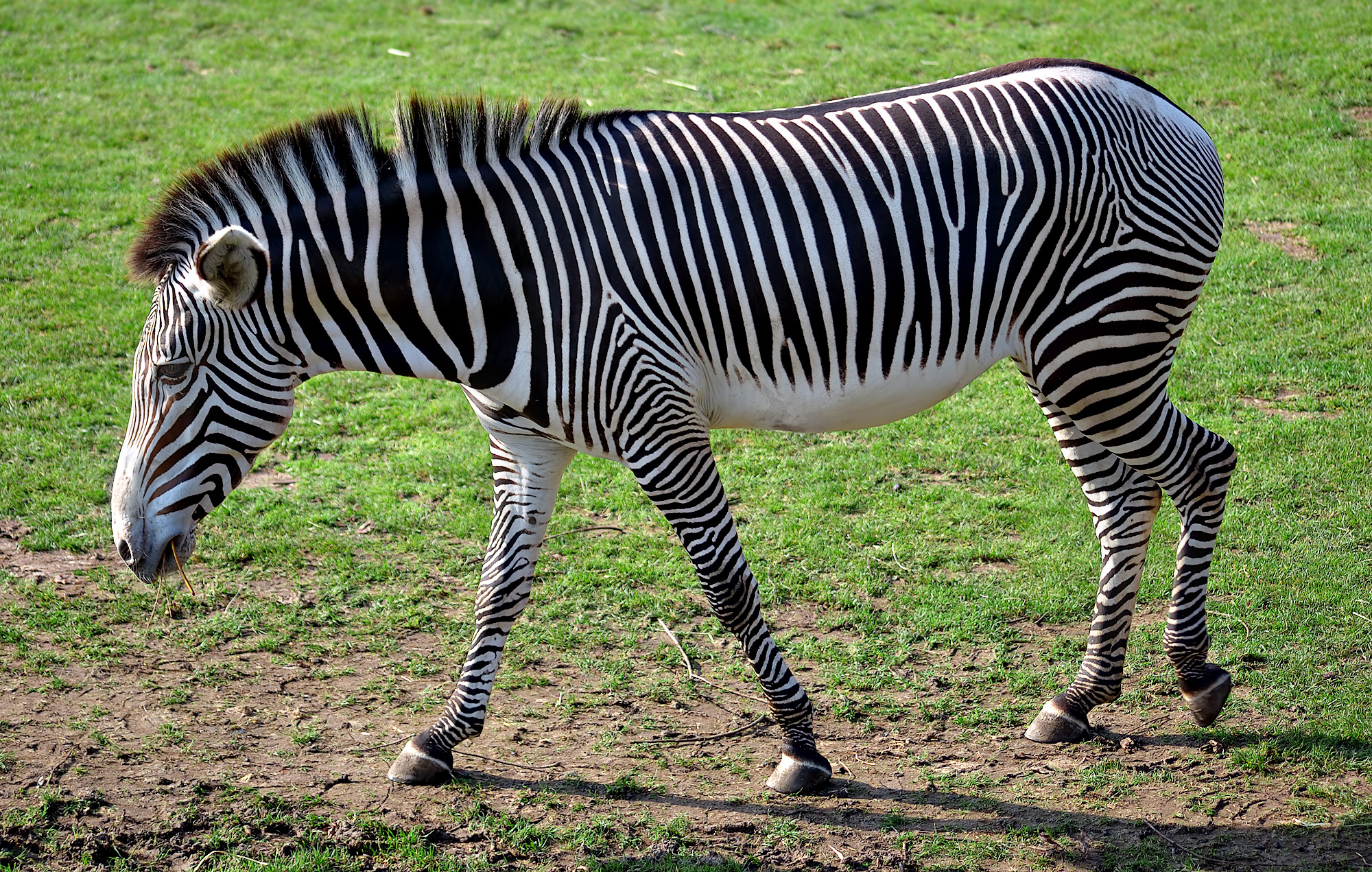
A zebra é um exemplo de quadrúpede.

Quadrupedalismo é uma forma de locomoção terrestre em que animais utilizam quatro membros ou pernas. Um animal ou máquina que normalmente se mova dessa forma é conhecido como quadrúpede, que significa "quatro pés" (a partir do latim quad, "quatro", e ped, "pé"). A maioria dos animais quadrúpedes são vertebrados, incluindo mamíferos como bovinos, felinos, canídeos e répteis, como lagartos.
Pássaros, seres humanos, insetos, crustáceos e cobras geralmente não são quadrúpedes, com algumas exceções; por exemplo, entre os insetos, o louva-deus é um quadrúpede. Alguns pássaros podem usar o movimento quadrúpede em algumas circunstâncias; por exemplo, a cegonha-bico-de-sapato, às vezes, usa suas asas para se apoiar depois de atacar uma presa. O ser humano, embora seja bípede, também pode usar o movimento quadrúpede, por exemplo, quando nós éramos bebês, nós engatinhávamos. E não só isso, em algumas circunstâncias, na guerra já foi utilizado.